# Джило
Джило (курд. Çiyayê Cîlo; вірм. Ջողա լեռ) — третя за висотою гора Туреччини. Має висоту 4116 м і знаходиться в ланцюзі Хаккярі Дагларі, розташованому у Східних Таврах, в районі Юксекова провінції Хаккарі.
Джило є частиною 30-кілометрового гірського хребта Джило. Гора Улудорук (4135 м), що розташована в безпосередній близькості (4 км), є другою за висотою горою Туреччини. 1984 року цей район закрили для мирного населення. Лише 2002 року команді альпіністів дозволили знову піднятися на гору Джило.